# Magazin (formație)
Magazin este o trupă pop din Split, Croația.
Fondată în anii '70 sub numele Dalmatinski magazin ("Magazin dalmațian" pe croată), trupa a reușit repede să se remarce în festivalele pop locale. În anii '80 popularitatea a continuat să crească urmând o serie de succese în festivale prestigioase.
În anii '90 Danijela Martinović a devenit solista trupei iar liderul acesteia Tonči Huljić a introdus elemente folk și din alte țari europene. Deși a fost criticat pentru promovarea genului turbo folk acest lucru nu a contat pentru audiență și Magazin a devenit cea mai populară și influentă trupă din Croația.
Trupa a reprezentat Croația o dată la concursul Eurovision cu melodia Nostalgija.
Vocalistele trupei: Majda Šoletić (1979-1982), Ljiljana Nikolovska (1983-1991), Danijela Martinović (1991-1996), Jelena Rozga (1996-2006), Ivana Kovač (2006-2010), Andrea Šušnjara (2010-).